# سيدني لي كريستي
سيدني لي كريستي (بالإنجليزية: Sidney Lee Christie)‏ هو قاضي ومحامي أمريكي، ولد في 17 أبريل 1903 في Sinks Grove, West Virginia ‏ في الولايات المتحدة، وتوفي في 15 فبراير 1974.